# Svensk slavehandel
I tiden før vikingerne, og i vikingernes periode, gjorde svenske stammer regulært medlemmer af nabosamfund til slaver. Vikingernes samfund var til en grad et kastesystem, trællene var ifølge nordisk mytologi afkom af en gud af samme navn, de nederste lag i kastesystemet. Trællene kunne blive født ind i slaveri, eller blive slaver ved at begå kriminalitet. Disse forhold var almindelige i Skandinavien og Danelagens England.
Svenske vikinger rejste øst ind i Rusland, og var kendt i at have plyndret de slaviske stammer og gjort dem til trælle. Trællene kom også af germansk, britisk eller en anden nordeuropæisk stamme, var sommetider solgt til arabiske og jødiske handelsmænd, der transporterede dem endnu længere. 

## Begyndelsen på slavehandelen i Afrika
Igennem det 16. århundrede kæmpede Sverige og Danmark om at blive den førende magt i Nordeuropa. Begge lande etablerede kolonier langs den vestafrikanske kyst. Den svenske slavehandel i Afrika slog aldrig igennem, og da den svenske koloni i Nordamerika, Nya Sverige, blev overtaget af hollænderne i 1655, var grundlaget for slavehandelen forsvundet. Sverige opgav denne virksomhed og koncentrerede sig i stedet om sine krige hjemme. Danmark, på den anden side, lykkedes med at beholde sine kolonier og forsatte med sin slavehandel.

## Slavehandlen under Kong Gustav III
I 1771 blev Gustav 3. konge af Sverige. Han ville genskabe Sveriges position som europæisk stormagt. Inspireret af Danmarks store profit fra dens kolonier i Vestindien, planlagde han at etablere egne kolonier, som var et symbol på magt og prestige i den tid. I året 1784 henvendte han sig til kongen af Frankrig og købte den vestindiske ø Saint-Barthélemy
Den 23. august 1784 mødte kongen med det svenske rigsråd, og forklarede, at Sverige nu ejede en ø i Vestindien. Dette blev mødt med stor overraskelse for mange af rigsrådsmedlemmerne. Den første rapport angående øen kom fra den svenske rigsrådsmedlem Simon Bérard, fra den franske by L'Orient, han sagde:
"(Saint-Barthélemy) var en meget ubetydelig ø, uden en strategisk position. Den var meget tør og ufrugtbar, med en meget lille befolkning. Der blev kun produceret salt og bomuld. En stor del af øen var sterile sten. Øen havde intet drikkevand; alle brøndene på øen giver kun brakvand. Vand på importeres fra naboøerne. Der er ingen veje. Ifølge Bérard, der var ingen betydelig chance for at starte farming på grund af jordens ufrugtbarhed. Øens eneste store plus var dens naturlige havn."
Bérard anbefalede at øen blev gjort til et frihandelsområde. På den tid, havde Frankrig problemer med leverance af slaver til sine kolonier i området, på grund af smugling. Sverige kunne prøve at eksportere et bestemt antal slaver til de franske kolonier i området hvert år.
Hvis Saint-Barthélemy blev en succes, kunne Sverige senere udvide sit koloniherredømme til flere øer i området. Den svenske konge kendte til at de største slavehandelsnationer i Europa -- Storbritannien, Frankrig, Portugal, Spanien, Holland -- skabte store summer på slavehandlen. Gustav III fulgte Bérards anbefalinger og prøvede at skabe Saint-Bathélemy om til et center for slavehandelen. 
I efteråret af 1786, blev Svenska Västindiska Kompaniet etableret på øen. Kongen fortalte børshandlerne, at de kunne se frem til en stor profit i fremtiden. Enhver, som havde råd, kunne købe aktier i kompagniet, men kongen beholdt selv 10 procent af aktierne, som gjorde ham til den største aktieejer. 
Den 31. oktober samme år blev et privilegiebrev lavet til Västindiska Kompaniet. Kompagniet blev tildelt rettighederne til at handle med slaver mellem Afrika og Vestindien. Paragraf 14 i brevet citeret: "kompagniet er fritstillet til at operere slavehandel på Angola og den afrikanske kyst, hvor det er tilladt."
Alle profitter i Västindiska Kompaniet  blev delt, sådan at kongen blev tildelt 1/4 og Kompagniet 3/4, selvom at kongen kun ejede de 10 procent af selskabet. Den 12. marts 1790, blev en ny normalskat og forfatning introduceret til øen. Begge var designet til at gøre Saint-Barthélemy til et fristed for slavehandlere. De nye love gav uforudsete muligheder for handelsmænd fra hele verden.
Enhver som direkte importerede slaver fra Afrika på Saint-Barthélemy, skulle ikke betale told: Fri import af slaver og handel med sorte slaver eller såkaldte neger fra Afrika er givet til alle nationer, uden at have skulle betale for nogen told eller afgift ved aflastningen.
Mennesker fra hele Vestindien kom til øen for at købe slaver. Folk som kom fra andre øer, for at købe deres slaver på Saint-Barthélemy skulle betale told, når de eksporterede en slave fra øen. Der var også forskel, på om en slave var transporteret til Den Nye Verden på et svensk skib eller på et udenlandsk skib. Tolden på at eksportere en svensk-ejet slave var kun 50% af en "udenlandsk". I sagens natur ville den svenske konge prøve at stimulere den svenske slavehandel. 
Den nye forfatning fastslog: Frihed for alle på Saint-Bartélemy, levende og ankommende bevæbnet at sende skibe ud og skibsladninger til Afrika til at købe slaver på steder, der er tilladt for alle nationer. Den vej er vejen frem for en ny branche for den svenske handel i Afrika og på Guineas kyst.

## Nedlæggelse
Gennem denne tid, var bevægelserne imod slavehandlen, blevet stærke og stærkere, specielt i den ledende slavehandelsnation, Storbritannien. Flere og flere nationer startede på at overveje at afskaffe deres slavehandel. Så snart emnet blev brandvarmt, besluttede den svenske regering, at det var bedst at holde sig ude af slavehandlen, og handlen på Saint'Barthélemy blev nedlagt. 
Præcist hvor mange slaver der blev bragt til den Nye Verden på svenske skibe er umuligt at undersøge, siden at de fleste dokumenter, som ville kunne kaste lys, er forsvundet. Det er blevet hævdet at ikke flere end par tusind mennesker er bragt over Atlanten.
I 1788, sendte den engelske komite for afskaffelse af slaveri, Anders Sparman, en svensk modstander af slavehandel til Gustav III. Komiteen frygtede at andre nationer ville ekspandere deres handel, hvis England afskaffede sin egen. De sendte bøger om emnet og et brev, hvor kongen blev opfordret til at hindre sine undersåtter til at deltage i denne skammelige handel. I kongens svar, afleveret gennem Sparman, skrev han at ingen i landet, havde deltaget i slavehandlen og at han ville gøre alt hvad der stod i hans magt for at holde dem fra at gøre det.